# إيزا بيليني
إيزا بيليني (بالإيطالية: Isa Bellini) هي مقدمة تلفزيونية ومغنية وممثلة إيطالية، ولدت في 19 يونيو 1922 في مانتوفا في إيطاليا.

## وصلات خارجية
- إيزا بيليني على موقع IMDb (الإنجليزية)
- إيزا بيليني على موقع أول موفي (الإنجليزية)
- إيزا بيليني على موقع ديسكوغز (الإنجليزية)
- إيزا بيليني على موقع قاعدة بيانات الفيلم (الإنجليزية)
- إيزا بيليني على موقع كينوبويسك (الروسية)